# Пелопід

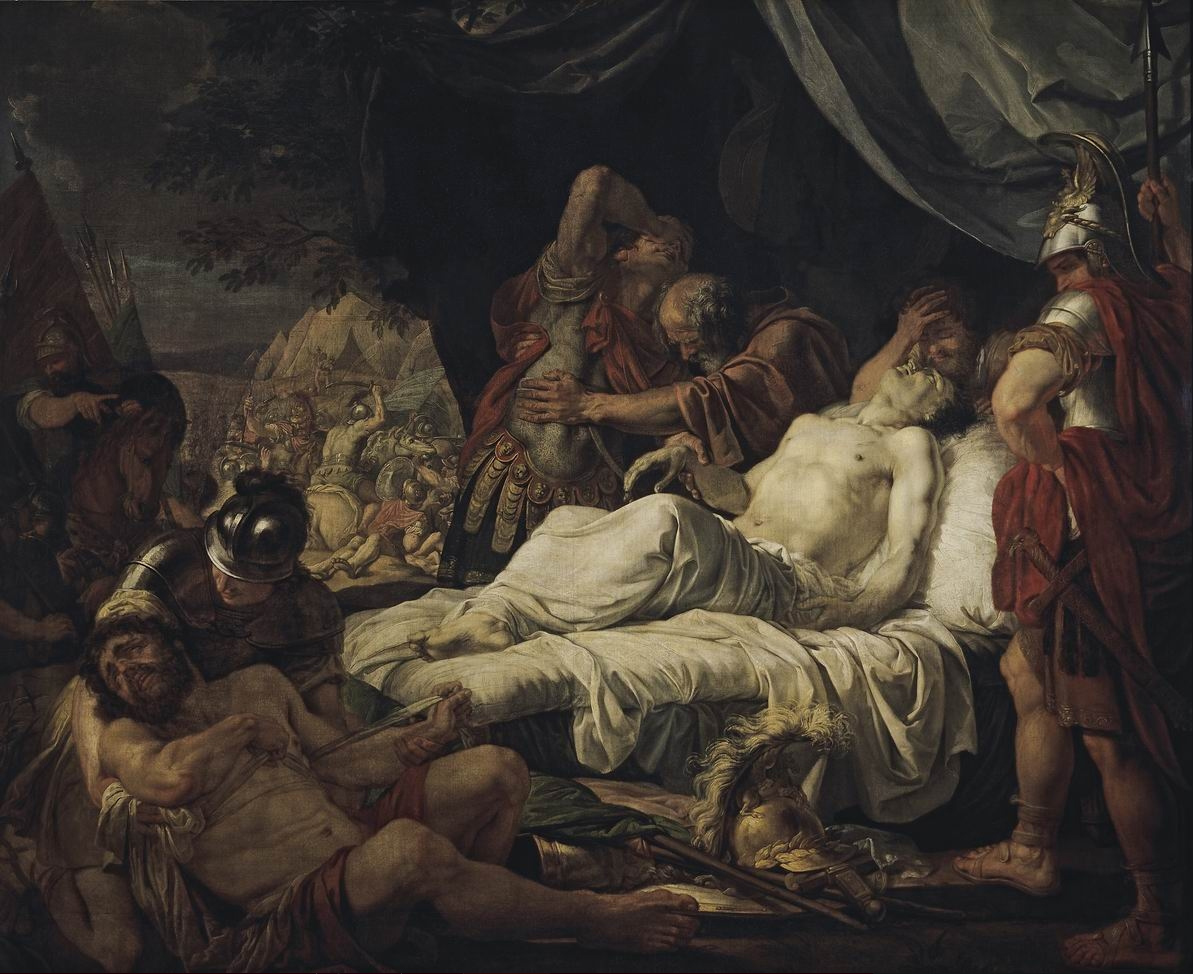
Смерть Пелопіда, Андрій Іванов, 1805—1806

Пелопід ([pəˈlɒpɪdəs]; дав.-гр. Πελοπίδας, Pelopidas; близько 418 до н. е. — 364 р. до н. е.) — відомий фіванський державний діяч і командувач військ, який сприяв встановленню провідної ролі Фів у середині IV століття.

## Біографія

### Спортсмен і воїн

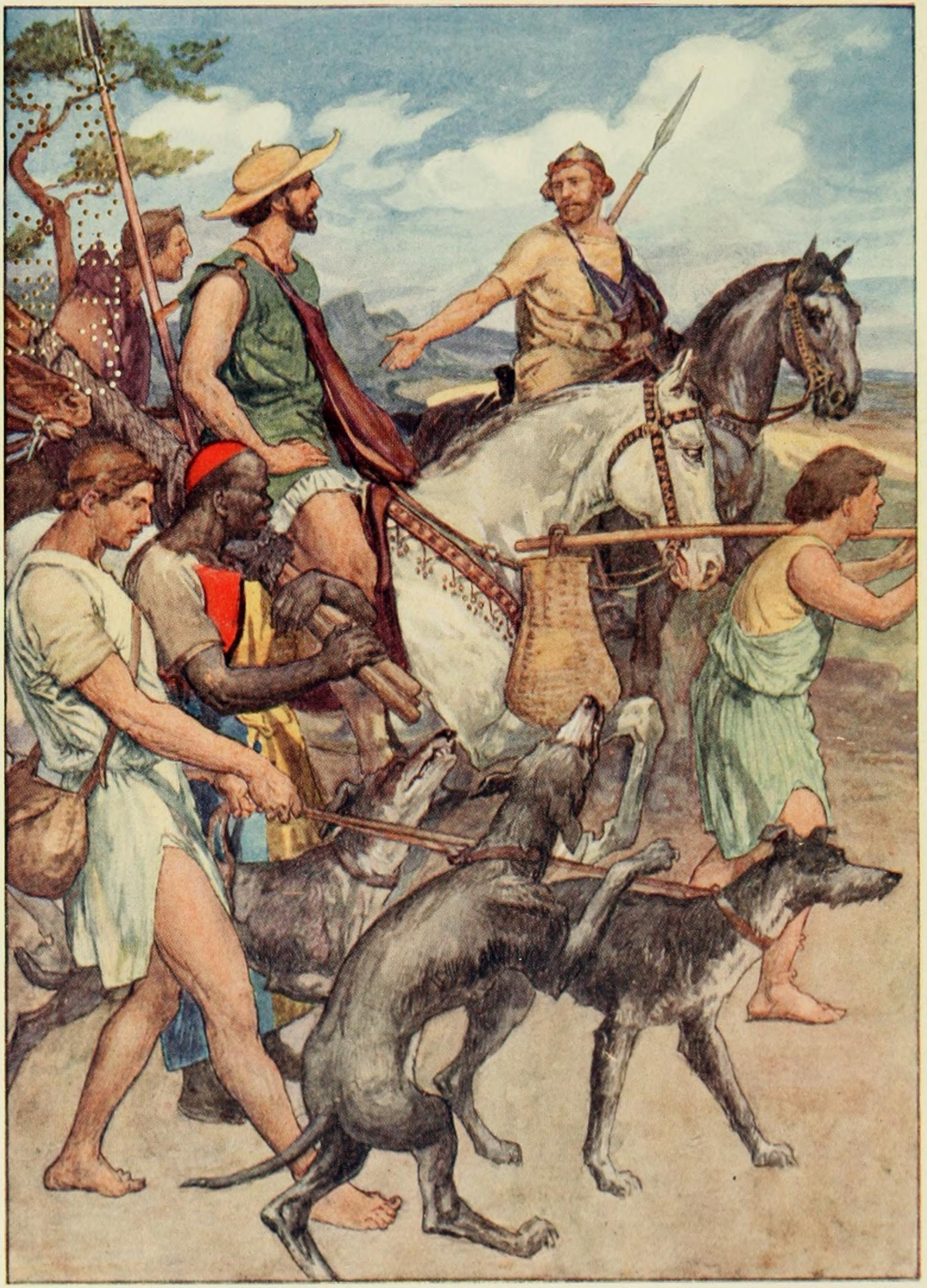
Пелопід вирушає до Фів

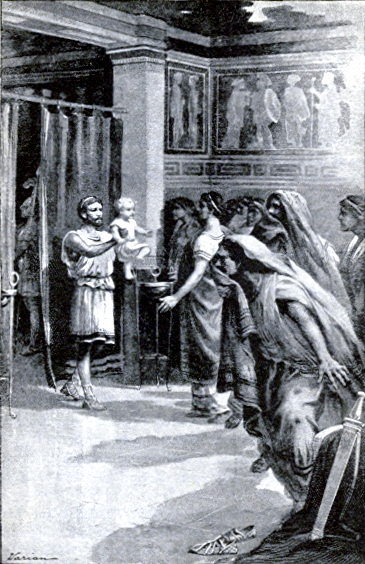
Харон віддав свого єдиного сина на руках Пелопіду

Пелопід походив зі знатної та заможної родини, великі багатства якої витрачав на своїх друзів та державну службу, а сам задовольнявся вести важке життя атлета.
У 384 р до н. е., служив у складі фіванського війська, відправленого на боротбу проти спартанців під час облоги Мантінеї, де він був врятований аркадійцями, Епамінондом і Агесіполідом, отримавши численні поранення.
Пелопід, отримавши сім поранень, упав на велику купу мертвих друзів і ворогів, але Епамінонд, хоч і вважав його вже неживим, однак виступив на захист тіла друга і відчайдушно боровся проти багатьох, вирішивши віддати своє життя, але не залишити Пелопіда лежати там. І згодом він теж опинився у жалюгідному становищі, поранений, зі списом у грудях та мечем у руці, коли спартанський цар Агесіполь прийшов йому на допомогу, і, коли вся надія була втрачена, врятував їх обох.
Плутарх зазначив, що ця подія міцно зміцнила їхню дружбу, і Пелопід залишатимется партнером Епамінонда в політиці протягом наступних 20 років.

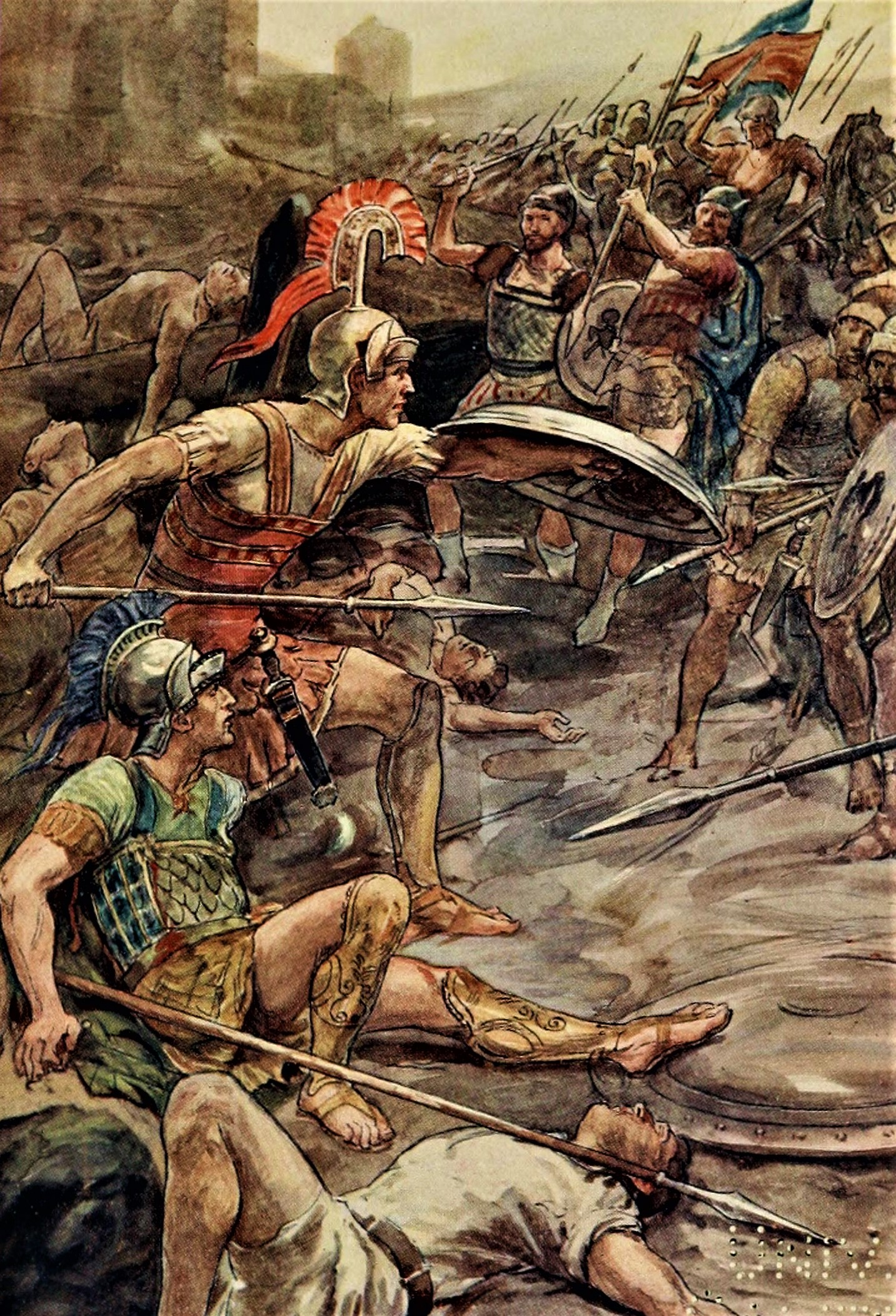
Епамінонд захищає Пелопіда під час облоги Мантінеї (385 р. до н. е.).

Відповідно до «Життя Пелопіда» Плутарха (з «Паралельних життів», де життєпис Пелопіда був поєдний з життям Марцелла), Пелопід зменшив свій успадкований маєток, демонструючи турботу про бідних людей у Фівах, насолоджувався простим одягом, звичайною їжею, і постійними труднощами військового життя. Люди говорили, що йому було соромно витрачати на себе більше, ніж міг витратити найбідніший з фіванців. Одного разу, коли друзі сперечалися, що йому потрібно краще дбати про свої фінанси, оскільки він має дружину та дітей, яким необхідні гроші, Пелопід вказав на сліпого, каліку та бідняка на ім'я Никодим і сказав: «Так, необхідні для Никодима».
Після захоплення спартанцями Фіванської цитаделі (382 р. до н. е.), він змушений втікати до Афін, де очолив засаду з метою звільнення Фів. Спартанці покрялися царській владі та підтримували олігархічні уряди в інших містах, прагнучи спартанської гегемонія. Зазвичай міста з олігархічною, а не демократичною політичною системою, як правило, підтримували Спарту. У 379 р. до н. е. члени демократичної партії вбили своїх головних політичних опонентів у Фівах (членів аристократичної партії, що підтримувала спартанців) і підняли народ проти спартанського гарнізону.

### Посольство в Персії
У 367 році до нашої ери Пелопід відправився з посольством до перського царя Артаксеркса II. Підкріплений вагомістю своєї перемоги на Левктрах, Пелопід зміг переконати царя призначити грецьке поселення відповідно до побажань фіванців, та продовжити незалежність Мессенії.

### Фессалійський похід і смерть

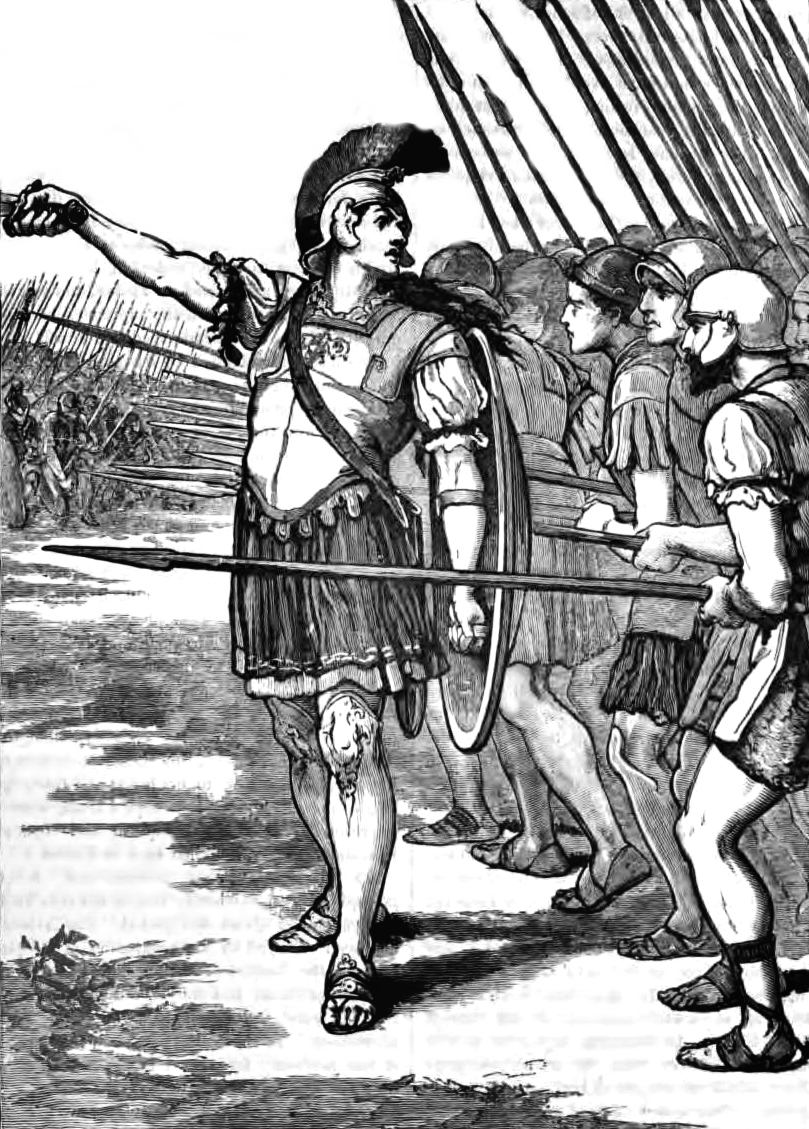
Пелопід очолив фіванців у битві при Левктрі.

У 360-х роках до н. е. Пелопід очолив військово-дипломатичну процесію фіванської влади в Центральну та Північну Грецію. У 369 році до нашої ери, у відповідь на прохання фессалійців, Пелопіда відправили з військом проти Олександра Ферського. Після перемоги над Олександром, він відправився до Македонії і став посередником між двома претендентами на престол. Щоб збільшити вплив Фів у Македонії, Пелопід привіз додому заручників, серед яких був молодший брат короля Філіп, який згодом сам стане царем.
Наступного року Пелопіда знову покликали втрутитися в Македонію, але через зраду його найманців, він був змушений укласти угоду з Птолемеєм з Алороса. Під час його повернення через Фессалію, Пелопіда схопив Александр Ферський. Для його звільнення знадобилися дві експедиції, одну з яких успішно очолив Епамінонд.
У 364 році до н. е. Пелопід отримав ще одне звернення від фессалійських міст, щоб боротися проти Александра Ферського. Хоча сонячне затемнення завадило йому привести з собою більше, ніж жменю війська, він зумів скинути набагато більшу силу тирана на хребті Кіноскефал. Проте, бажаючи вбити Александра власноруч, Пелопід надто охоче кинувся вперед і був убитий. Плутарх вважав його яскравим прикладом лідера, який, через свою безрозсудність і гнів, втратив життя.